# Christian Ramond
Sydney Christian Ramond  (* 1961 in Bonn, Deutschland) ist ein deutscher Jazz-Kontrabassist.

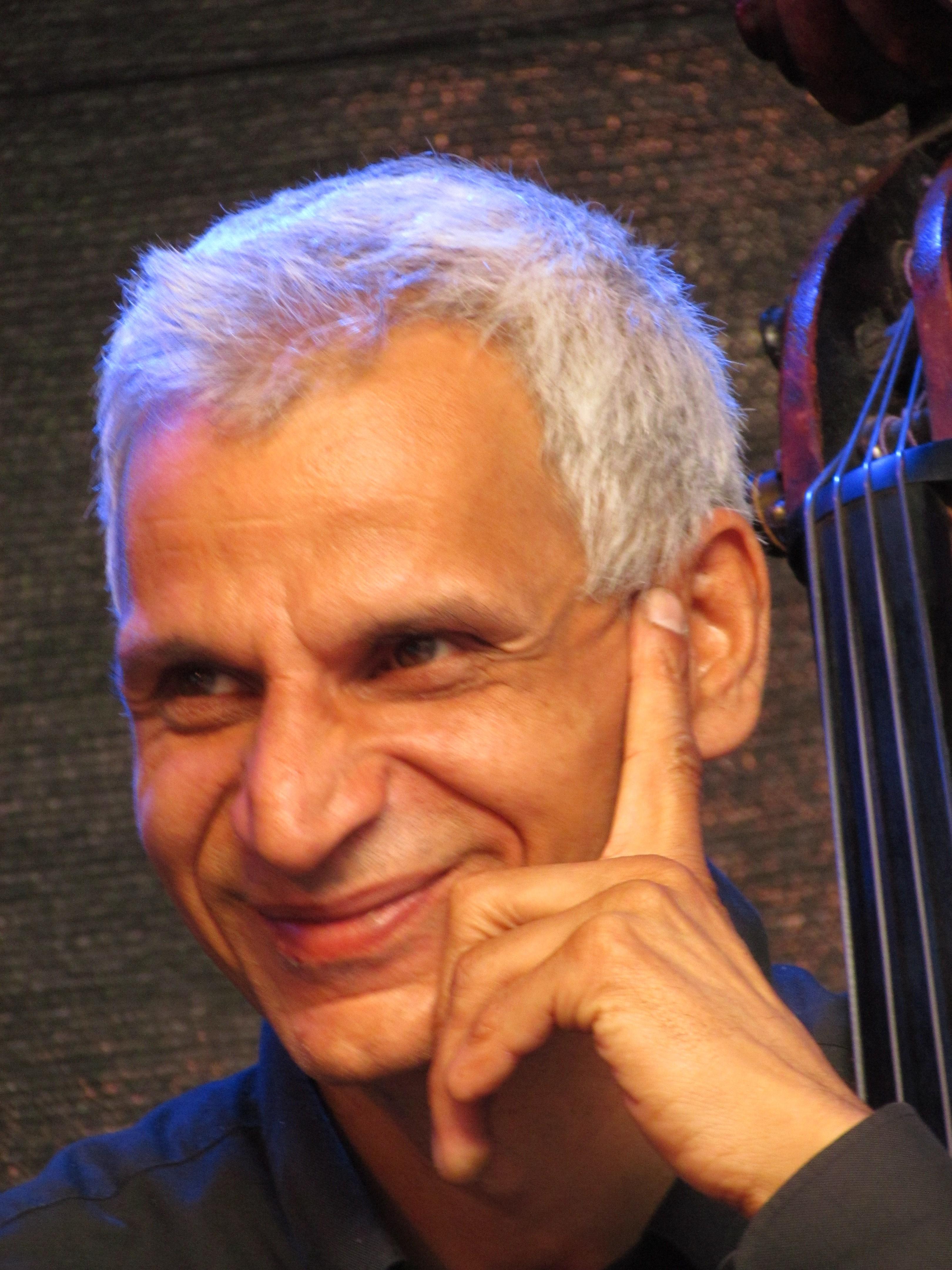
Christian Ramond (2012)

## Leben und Wirken
Ramond studierte von 1983 bis 1987 an der Musikhochschule Köln und erhielt danach ein Stipendium der Academy of Fine Arts in Banff, Kanada. 
Er spielt in stilistisch so unterschiedlichen Musikgruppen wie dem Wolfgang-Engstfeld/Peter-Weiss-Quartett, dem Trio von Jochen Feucht, dem Theo Jörgensmann Quartet (Snijbloemen, 1999), dem Michel-Pilz-Trio, dem Trio DRA mit Christopher Dell, dem Michael-Heupel-Quartett, dem Quartet von Allan Praskin/Wolfgang Köhler, im Trio mit Andreas Schmidt und John Schröder oder dem Henning-Berg-Quartett. Er war bisher in mehr als 20 Ländern auf Tournee, unter anderem in Neuseeland, Kanada, Sudan, Ägypten und Japan. Seit 2010 ist er Mitglied im Theo Jörgensmann Freedom Trio. Mit Pilz, Klaus Kugel, Frank Paul Schubert und Reiner Winterschladen spielte er 2022 im Yamabiko Quintet. Seit 2014 ist er Mitglied im Jens Düppe Quartett, mit dem er von 2015 bis 2025 sechs Alben eingespielt hat.

## Diskographische Anmerkungen
- Hommage Á Tristano (mit Andreas Schmidt, John Schröder), Konnex Records 2006
- Heimatlieder (mit Conny Bauer, Hans Reichel, Manfred Schoof, Matthias Schriefl, Ute Völker, Wolfgang Schmidtke, Peter Weiss), Jazzwerkstatt 2008
- The Universe (mit Robert Kusiołek, Perry Robinson, Klaus Kugel), MP 2014
- Roby Glod, Christian Ramond & Klaus Kugel: No Toxic (2024)